# Hoshikawa Kei
Kei Hoshikawa (sinh ngày 29 tháng 5 năm 1976) là một cầu thủ bóng đá người Nhật Bản.

## Sự nghiệp câu lạc bộ
Kei Hoshikawa đã từng chơi cho Verdy Kawasaki.